# Jesus Crispin Remulla
Jesús Crispín Catibayan Remulla, detto Boying (Manila, 31 marzo 1961), è un politico filippino.
Componente del noto clan politico dei Remulla, ha iniziato la propria carriera come portavoce dell'ex First Lady Luisa Ejercito-Estrada, per poi essere eletto come rappresentante del terzo distretto di Cavite al Congresso delle Filippine. Divenuto Governatore della provincia dal 2016 al 2019, successivamente è stato nuovamente eletto alla Camera dei rappresentanti per il suo settimo distretto.

## Biografia
È membro della nota famiglia Remulla: il padre Juanito è stato Governatore di Cavite per un totale di 14 anni, mentre i fratelli Juanito Victor e Gilbert hanno anch'essi ricoperto cariche a livello provinciale e congressuale.

### Carriera politica
Laureatosi in giurisprudenza all'Università delle Filippine Diliman nel 1987, negli anni novanta esercita la professione di avvocato. Proveniente da una famiglia legata alle principali dinastie politiche del Paese, nel 2001 è nominato chief of staff della neo senatrice ed ex First Lady Luisa Ejercito-Estrada, nonché portavoce della coalizione Puwersa ng Masa (nata per sostenere gli alleati politici degli Estrada nelle elezioni del giugno di quell'anno). Nel 2004 viene eletto al Congresso come rappresentante del terzo distretto di Cavite, venendo confermato per tre mandati: al termine del suo secondo mandato è autore assieme ai colleghi Abaya e Barzaga di una legge volta ad aumentare il numero dei distretti di Cavite da tre a un totale di sette. In virtù di ciò, dal 2010 al 2013 viene nominato primo deputato del neoistituito settimo distretto della provincia, oltre ad essere uno dei sette vice portavoce della Camera dei rappresentanti sotto la guida di Belmonte. 
Tra il 2016 e il 2019 è invece Governatore della sua provincia, carica già ricoperta più volte dal padre, prima di essere nuovamente eletto rappresentante del terzo distretto di Cavite. Nel maggio 2020, insieme ai compagni Marcoleta e Defensor, è tra i principali sostenitori dell'ordine di chiusura della ABS-CBN – una delle principali reti televisive delle Filippine –, da parte della Commissione sulle telecomunicazioni (NTC). Al termine di una lunga serie di inchieste presso il Senato incentrate sulla legittimità dell'emittente e sulla nazionalità del suo presidente emerito Lopez, il 10 luglio seguente il Congresso filippino annuncia ufficialmente la decisione di negare ad ABS-CBN il rinnovo della licenza per le trasmissioni con 70 voti a favore e 11 contrari.

### Carriera radiofonica
Dal 2005 conduce il programma radiofonico Executive Session sull'emittente DZRH, trasmesso in onda anche sulla pay TV DZRH News Television, assieme al collega Teodoro Locsin Jr. e agli avvocati Dodo Dulay e Ed Javier. 

### Vita privata
È sposato dal 1982 con Maria Josefina Diaz.